# Ville d'Archangel
 (signalé en mai 2025).
Si vous disposez d'ouvrages ou d'articles de référence ou si vous connaissez des sites web de qualité traitant du thème abordé ici, merci de compléter l'article en donnant les références utiles à sa vérifiabilité et en les liant à la section « Notes et références ».
- Archive Wikiwix
- Bing
- Cairn
- DuckDuckGo
- E. Universalis
- Gallica
- Google
- G. Books
- G. News
- G. Scholar
- Persée
- Qwant
- (zh) Baidu
- (ru) Yandex
- (wd) trouver des œuvres sur Wikidata

Pour les articles homonymes, voir Archangel.
Le Ville d'Archangel était un navire français de 600 tonnes qui a fait naufrage. Il a quitté Saint-Malo, en France, le 12 août 1785, transportant 303 Acadiens vers la Louisiane.
Le 4 novembre, le navire s'échoue à La Balize, un avant-poste situé à l'embouchure du Mississippi. Le navire arrive à la Nouvelle-Orléans le 3 décembre 1785 après 113 jours de mer. Au moment du débarquement, il y a 60 familles acadiennes à bord, soit un total de 299 personnes. Au cours du voyage, il y a eu 15 décès et 2 désertions. Il y a aussi eu 7 mariages, 11 ajouts d'adultes et 2 naissances.